# Bièvres (Aisne)
Bièvres è un comune francese di 83 abitanti situato nel dipartimento dell'Aisne della regione dell'Alta Francia.

## Società

### Evoluzione demografica
Abitanti censiti